# Center Point (Indiana)
Center Point – miasto w Stanach Zjednoczonych, w stanie Indiana, w hrabstwie Clay.